# 6258 Rodin
6258 Rodin este un asteroid din centura principală de asteroizi.

## Descriere
6258 Rodin este un asteroid din centura principală de asteroizi. A fost descoperit pe 30 septembrie 1973 la Observatorul Palomar de Cornelis Johannes van Houten, Ingrid van Houten-Groeneveld și Tom Gehrels. Asteroidul prezintă o orbită caracterizată de o semiaxă mare de 2,26 ua, o excentricitate de 0,08 și o înclinație de 4,1° în raport cu ecliptica.